# Argas lowryae
Argas lowryae är en fästingart som beskrevs av Kaiser och Harry Hoogstraal 1975. Argas lowryae ingår i släktet Argas och familjen mjuka fästingar. Inga underarter finns listade i Catalogue of Life.